# Cottocomephorus alexandrae
Cottocomephorus alexandrae är en fiskart som beskrevs av Taliev, 1935. Cottocomephorus alexandrae ingår i släktet Cottocomephorus och familjen Cottocomephoridae. Inga underarter finns listade i Catalogue of Life.